# 新保幸太郎
新保 幸太郎（しんぽ こうたろう、1906年9月26日 - 2005年4月26日）は、日本の医学者。専門は病理学。学位は、医学博士（北海道帝國大學）。元札幌医科大学学長。

## 来歴
北海道瀬棚郡瀬棚町生まれ。1926年北海道庁札幌第一中学校卒業。北海道帝国大学予科修了。1933年北海道帝国大学医学部卒業。同医学部副手に就く。1936年同医学部助手。1937年同医学部講師。1938年同医学部病理学第一講座助教授。1944年樺太医学専門学校病理学講座教授。1946年樺太医学専門学校校長事務取扱。1950年札幌医科大学医学部病理学講座教授。1961年同附属癌研究所所長。1965年札幌医科大学学長に就任。1970年札幌医科大学退官。札幌医科大学名誉教授。
1965年から1970年まで北海道札幌女子教員養成所所長を兼任。

## 業績
- 小川鼎三, 吉田富三編『基礎医学最近の進歩 第2集 (解剖・病理篇 第2)』 分担執筆 医歯薬出版 1958年
- 『VIRUS性疾患の病理』 医学書院, 1958年
- 『からだの科学 (2)』 分担執筆 日本評論社編集・発行 1965年